# Судаково (Кадуйский район)
Судаково — деревня в Кадуйском районе Вологодской области.
Входит в состав Никольского сельского поселения (до 2015 года входила в Андроновское сельское поселение), с точки зрения административно-территориального деления — в Андроновский сельсовет.
Расстояние по автодороге до районного центра Кадуя — 45 км, до центра сельсовета деревни Андроново — 7 км. Ближайшие населённые пункты — Вахонин Починок, Дёмшино, Сёбра.
По переписи 2002 года население — 1 человек.